# Dickson Etuhu
Dickson Paul Etuhu (Kano, Nigéria, 1982. június 8.) nigériai labdarúgó. Öccse, Kelvin szintén labdarúgó.

## Pályafutása

### Kezdeti évek
Etuhu 2000-ben, a Manchester Citynél kezdte profi pályafutását, majd 2002-ben 300 ezer fontért a Preston North Endhez igazolt. Első szezonjában általában csak a meccsek végén, csereként állt be. Csapata bejutott a rájátszás döntőjébe, ahol ugyan kikapott a West Ham Unitedtől, de Etuhu jó teljesítményével felhívta magára az Everton és a West Bromwich Albion figyelmét.

### Norwich City
2005-ben kölcsönvette a Norwich City, majd 2006 januárjában véglegesen is leigazolta 450 ezer fontért. A csapat szurkolói meglepődtek a megtartásán, hiszen addig meglehetősen gyengén szerepelt. Ezután viszont elkezdett javulni a teljesítménye. 2006. augusztus 23-án, egy Torquay United elleni meccsen szerezte első gólját. A bajnokságban szeptember 12-én, a Southend United ellen talált be először. Október 21-én, a Cardiff City ellen győztes gólt szerzett.

### Sunderland
Etuhu 2007 nyarán 1,5 millió font ellenében a Sunderlandhez szerződött. 2008. február 9-én, egy Wigan Athletic ellen 2-0-ra megnyert mérkőzésen szerezte meg első gólját a csapatban. Összesen 20 bajnokin kapott lehetőséget és egy gólt lőtt.

### Fulham
2008. augusztus 29-én 1,5 millió fontért leigazolta a Fulham. Első gólját 2009 húsvét vasárnapján korábbi csapata, a Manchester City ellen szerezte. Már az Európa-ligában is szerzett gólt, az FK Vetra ellen volt eredményes.

### Blackburn Rovers
2012. augusztus 3-án Etuhu négy évre szóló szerződést kötött az élvonalból kiesett Blackburn Roversszel.
Első gólját a csapatban 2012. szeptember 29-én szerezte a Charlton Athletic ellen.

## Válogatott
Etuhut 2007 októberében hívták be először a nigériai válogatottba. Először két barátságos meccsen játszott, majd csapatával részt vett a 2008-as afrikai nemzetek kupáján.

## Fordítás
- Ez a szócikk részben vagy egészben  a   Dickson Etuhu című angol Wikipédia-szócikk fordításán alapul.  Az eredeti cikk szerkesztőit annak laptörténete sorolja fel. Ez a jelzés csupán a megfogalmazás eredetét és a szerzői jogokat jelzi, nem szolgál a cikkben szereplő információk forrásmegjelöléseként.